# یول رودریگز
یول رودریگز (انگلیسی: Yoel Rodríguez؛ زادهٔ ۲۸ اوت ۱۹۸۸) بازیکن فوتبال اهل اسپانیا است.
از باشگاه‌هایی که در آن بازی کرده‌است می‌توان به باشگاه فوتبال لوگو، باشگاه فوتبال رایو وایکانو، باشگاه فوتبال رئال وایادولید، باشگاه فوتبال سلتاویگو، و باشگاه فوتبال والنسیا اشاره کرد.
وی همچنین در تیم ملی فوتبال زیر ۱۹ سال اسپانیا بازی کرده‌است.